# Unin (Mazovie)
Pour les articles homonymes, voir Unin.
Unin (prononciation : [ˈunin]) est un village polonais de la gmina de Górzno dans le powiat de Garwolin de la voïvodie de Mazovie dans le centre-est de la Pologne.
Il se situe à environ 8 kilomètres au nord de Górzno (siège de la gmina), 5 kilomètres à l'est de Garwolin (siège du powiat) et à 59 kilomètres au sud-est de Varsovie (capitale de la Pologne).
Le village possède approximativement une population de 788 habitants.

## Histoire
De 1975 à 1998, le village appartenait administrativement à la voïvodie de Siedlce.